# Il principe coraggioso
Il principe coraggioso (Prince Valiant) è un film del 1954 diretto da Henry Hathaway.
È un film d'avventura basato sul fumetto omonimo di Hal Foster.

## Trama
Un giovane chiede di essere ammesso fra I Cavalieri della Tavola Rotonda, al fine di restituire il trono a suo padre, scoprendo un complotto contro Re Artù.